# Fluminicola hindsi
Fluminicola hindsi är en snäckart som först beskrevs av Baird 1863.  Fluminicola hindsi ingår i släktet Fluminicola och familjen tusensnäckor. Inga underarter finns listade i Catalogue of Life.